# Эйдел (Айова)
Эйдел (англ. Adel) — город и административный центр в округе Даллас в штате Айова в Соединённых Штатах Америки.
Согласно результатам переписи населения США, проведённой в 2020 году, число жителей города составляло 6153 человека, что, для такого небольшого населённого пункта, существенно больше (+ 67,1%), чем было во время предыдущей переписи прошедшей в 2010 году (3682 человек).

## История
Эйдел — старейший город округа Даллас. Первоначально сообщество носило название Пеноач (англ. Penoach).
В 1947 году поселение было инкорпорировано и включено в реестр штата Айова, благодаря чему некорпоративное сообщество официально получило статус города («Сity of» / «Town of»). В 1849 году город получил своё нынешнее название — «Adel». 
В 1855 году в Аделе было около двадцати пяти домов и три магазина, а население не превышало пятисот человек, но демонстрировало уверенный рост и на начало XX века число горожан составляло уже 1213 человек.
Когда железная дорога достигла других городов округа Даллас, Эйдел, где еще отсутствовало железнодорожное сообщение, едва не потерял статус столицы округа, но усилиями местных предпринимателей в 1870-х годах была построена узкоколейная железная дорога. В связи с развитием автомобильных дорог, пассажирское сообщение с городом было прекращено в 1952 году, а сама линия была закрыта в 1987 году.
В Эйделе находится штаб-квартира крупнейшей в мире семеноводческой компании Stine Seed, которой только в штате Айова принадлежит 15 тысяч акров сельскохозяйственных угодий.

## География
Эйдел расположен вдоль берега реки Норт-Раккун на высоте около 890 футов (270 метров) над уровнем моря. 
Согласно данным представленным Бюро переписи населения США, общая площадь города составляет 3,28 квадратных мили (8,50 км²), из которых 3,27 квадратных мили (8,47 км²) занимает приходится на сушу и 0,01 квадратных мили (0,03 км²) занимает водная поверхность.